# 제이한

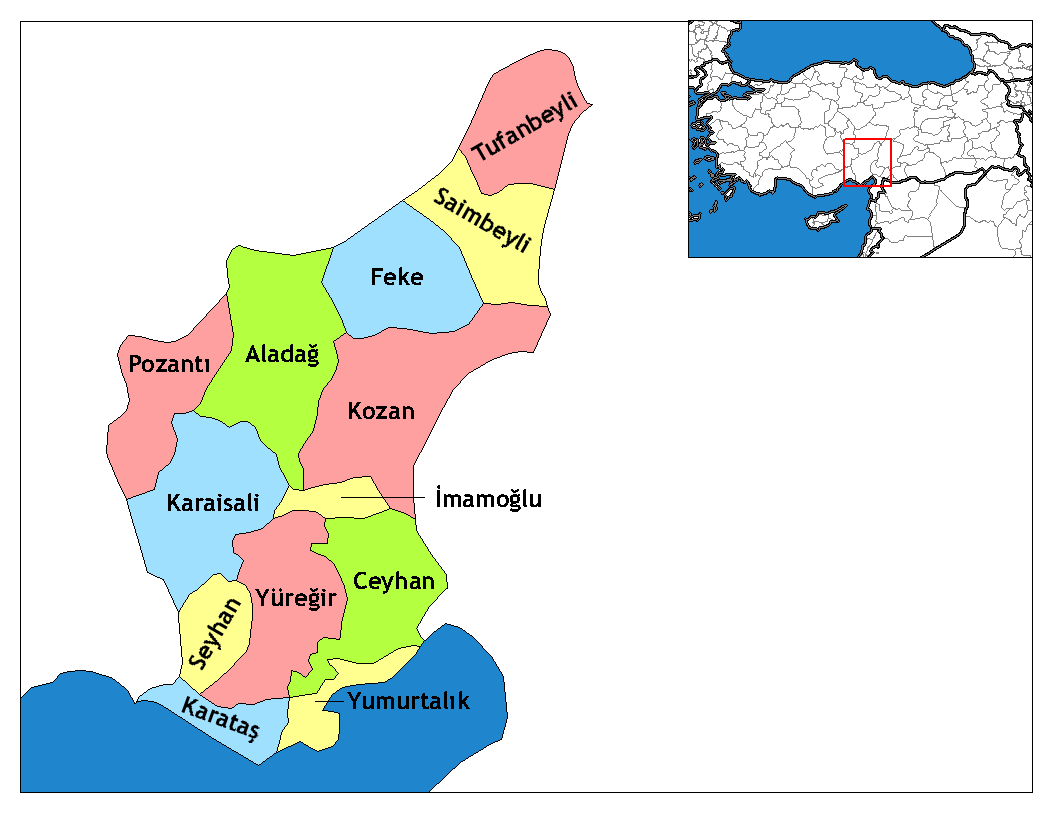
제이한의 위치

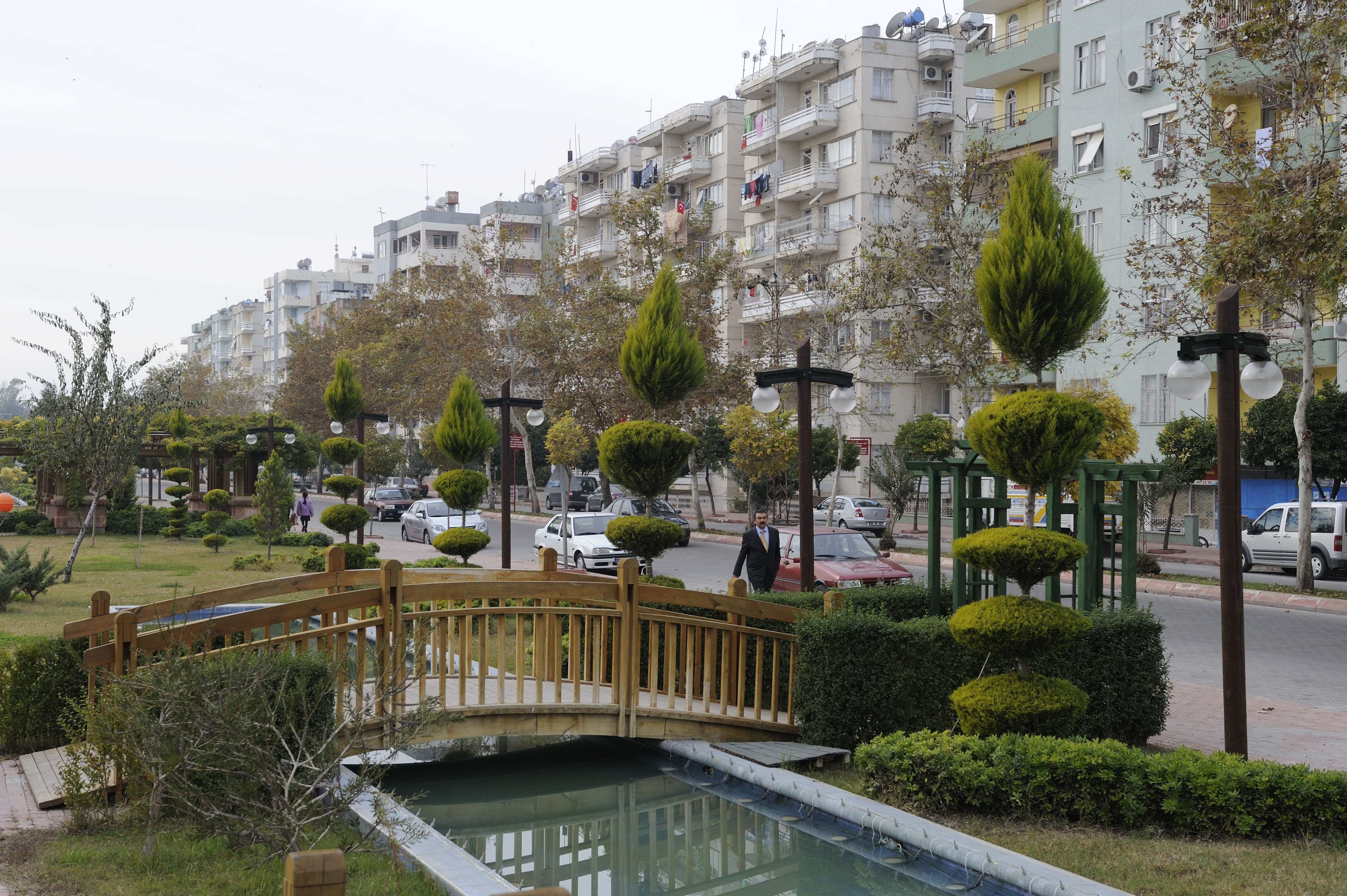
제이한

제이한(튀르키예어: Ceyhan)은 터키 남부에 위치한 아다나주의 도시로 인구는 180,414명(2010년 기준)이다. 아다나에서 동쪽으로 43km 정도 떨어진 곳에 위치하며 제이한강과 접한다. 카스피해에서 아제르바이잔, 조지아를 거쳐 터키로 들어가는 바쿠-트빌리시-제이한 파이프라인의 지중해 측 종점이며 키르쿠크-제이한 파이프라인과 향후 건설 예정인 삼순-제이한 파이프라인의 종점이기도 하다.